# Bugatti (Tiga)
Bugatti è un singolo del DJ Tiga, pubblicato il 10 ottobre 2014 estratto dall'album No Fantasy Required.

## Video musicale
Il video è stato pubblicato il 22 ottobre 2014, diretto da Helmi.

## Tracce
1. Bugatti – 5:21
2. Bugatti (featuring Pusha T) – 3:32